# Kim Han-soo
Detta är ett koreanskt namn; familjenamnet är Kim.
Kim Han-soo, född den 30 oktober 1971 i Seoul, är en sydkoreansk före detta basebollspelare som tog brons för Sydkorea vid olympiska sommarspelen 2000 i Sydney.